# Frieden von Kopenhagen (1441)
Mit dem Frieden von Kopenhagen, einem besseren Waffenstillstandsvertrag, endete der Hansisch-Niederländische Krieg von 1438 bis 1441. 
Der Vertrag wurde im Jahr 1441 in Kopenhagen von den Städten der Hanse unter Führung des Lübecker Ratsherrn und späteren Bürgermeisters Johann Lüneburg und den Holländern unterzeichnet. Der Krieg hatte im Mai 1438 mit der Kaperung von zwölf Salzfrachtern der Hanse auf der Reede von Brest begonnen, was zu einer sofortigen Blockade des Öresunds durch Lübeck und seine Verbündeten führte. Mit dem Friedensschluss wurde das Monopol der Hanse in Schifffahrt und Handel im Ostseeraum aufgeweicht. Durch die Öffnung der Ostsee für die Schiffe der Niederländer, die größer waren als die der Hanseaten, entstand wirksamer Wettbewerb. Im Vertrag verpflichteten sich die niederländischen Städte zum Ersatz beziehungsweise zur Rückgabe von 22 Schiffen der preußischen und livländischen Hansestädte. Die Holländer zahlten weiterhin 5.000 Gulden an König Christoph III. von Dänemark und verpflichteten sich gegenüber den Wendischen Städten der Hanse, diesen allen entstandenen Schaden zu ersetzen.